# Emil Juracka
Emil Juracka (ur. 11 czerwca 1912 w Wiedniu, zm. 21 lutego 1944 w Toszczycy niedaleko Mohylewa) – austriacki piłkarz ręczny, medalista olimpijski.
Uczestnik letnich igrzysk olimpijskich. Na igrzyskach w Berlinie (1936) zagrał w trzech spotkaniach. Były to dwa wygrane pojedynki przeciwko reprezentacji Szwajcarii (14-3 i 11-6) i przegrana rywalizacja z Niemcami (6-10). Juracka nie strzelił żadnych bramek. Ostatecznie reprezentacja Austrii zdobyła srebrny medal, przegrywając z ekipą gospodarzy.
Juracka zginął na froncie podczas II wojny światowej. Miało to miejsce niedaleko Mohylewa, leżącego obecnie na terenie Białorusi.